# Thomas-Kilmann Conflict Mode Instrument
Thomas-Kilman Conflict Mode Instrument (auch Thomas-Kilmann-Konfliktinstrument, TKI) ist ein Bewertungs- und Klassifikationssystem von Verhalten in Konflikten. Es wurde ab 1974 von Kenneth W. Thomas und Ralph H. Kilmann veröffentlicht.

## Eigenschaften
Das Thomas-Kilmann-Konfliktinstrument besteht aus einem Fragebogen zu Verhalten in unterschiedlichen Situationen einer Meinungsverschiedenheit, der die Variablen Durchsetzungsfähigkeit (engl. assertiveness) und Kooperativität (engl. cooperativity) quantitativ misst. Diese Variablen basieren – wie auch beim Kraybill Conflict Style Inventory (KCSI) – auf den Ergebnissen im Werk Managerial Grid von Jane Srygley Mouton und Robert Rogers Blake aus dem Jahr 1964. Die Fragen können mit jeweils zwei unterschiedlichen Optionen beantwortet werden. Schließlich kann dem Ergebnis der entsprechende von fünf typischen Konfliktstilen nach Thomas-Kilmann zugeordnet werden. Die Auswertung dient oftmals der Verbesserung der Produktivität in Gruppen durch anschließendes Coaching und Fortbildungen. Je nach Situation können unterschiedliche Konfliktstile als wünschenswert betrachtet werden, um beste Ergebnisse zu erzielen. Die verschiedenen Stile besitzen unterschiedliche Vor- und Nachteile.

### Konfliktstile
Thomas und Kilmann unterscheiden fünf typische Konfliktstile:
| Konfliktstil                  | Vor- und Nachteile | Situationen |
| ----------------------------- | --- | --- |
| Kompetitiv (win-lose)         | * Verfolgung der eigenen Objektiven * Machtgebrauch * Kann zu Streit führen * Kann zu Verstimmungen führen                               | * Notfälle, bei denen schnelle Entscheidungen benötigt werden * Wichtige und unpopuläre Entscheidungen * Wenn es sicher ist, dass man richtig liegt (wichtige Angelegenheiten) * Zur Verteidigung gegen Vorteilsnahme durch Andere |
| Kollaborativ (win-win)        | * Zusammenarbeit zur Zufriedenheit Aller * Detaillierte Analyse der Interessen * Beinhaltet kognitiven Konflikt * Kann zeitintensiv sein | * Wenn ein Kompromiss nicht akzeptabel ist * Um Unterstützung für die Sache zu gewinnen * Um Beziehungen zu erhalten oder zu verbessern * Zur Vereinigung von Perspektiven                                                         |
| Kompromisssuchend (½win-½win) | * Mittelweg bezüglich Durchsetzungsfähigkeit und Kooperativität * Sich die Differenz teilen * Nichts Halbes, nichts Ganzes               | * Temporäre Lösungen für komplexe Konflikte * Wenn Ziele zweier gleich starker Gegner sich gegenseitig ausschließen * Unter Zeitdruck * Ausweichstrategie für kollaborativ oder kompetitiv                                         |
| Vermeidend (lose-lose)        | * Vernachlässigung beider Interessen * Konflikte bleiben ungelöst * Verzögerungstaktik                                                   | * Hoffnungslose Situationen außerhalb der Einflussmöglichkeiten * Unwichtige Situationen * Um Andere sich beruhigen zu lassen * Wenn Andere den Konflikt effektiver lösen können                                                   |
| Entgegenkommend (lose-win)    | * Gegenteil von kompetitiv * Selbstaufopferung * selbstlose Großzügigkeit * Fußabtreter                                                  | * Wenn die Streitpunkte der anderen Person sehr viel wichtiger sind * Um Soziales Kapital aufzubauen * Wenn man klar unterlegen ist * Wenn Harmonie besonders wichtig ist * Damit Untergebene sich entwickeln                      |

## Graphische Darstellung
Die Werte der beiden Parameter werden oftmals in einem Koordinatensystem dargestellt mit der Durchsetzungsfähigkeit auf der Ordinate (y-Achse) und der Kooperativität auf der Abszisse (x-Achse). Beide Achsen sind ordinalskaliert mit Werten von 1 bis 9. Das Schaubild wird in fünf Bereiche unterteilt. Der obere linke Bereich mit hoher Durchsetzungsfähigkeit und geringer Kooperativität wird als kompetitiv bezeichnet, der obere rechte Bereich als kollaborierend, der mittlere Bereich als kompromisssuchend, der linke untere als vermeidend und der rechte untere Bereich als entgegenkommend bezeichnet.